# Lena Josifi
Lena Josifi (ur. w 1990) – albańska lekkoatletka, biegaczka długodystansowa.

## Rekordy życiowe
- Bieg maratoński – 3:00:05 (2012) do 2020 rekord Albanii[1].